# Lophogaster longirostris
Lophogaster longirostris är en kräftdjursart som beskrevs av Faxon 1896. Lophogaster longirostris ingår i släktet Lophogaster och familjen Lophogastridae. Inga underarter finns listade i Catalogue of Life.